# Bouke Beumer

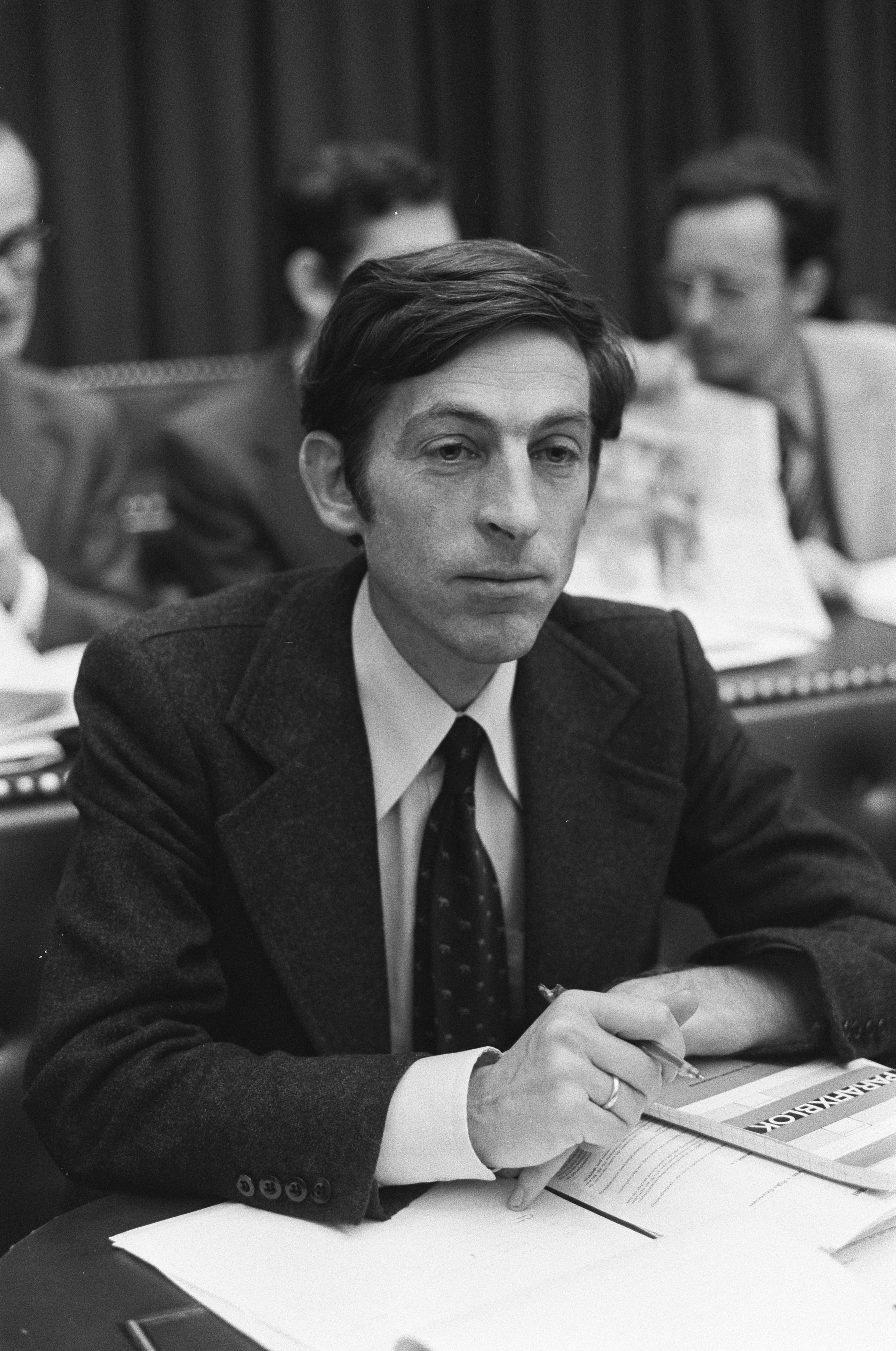
Bouke Beumer (1975)

Bouke Beumer (* 21. November 1934 in Valkenswaard; † 10. April 2022) war ein niederländischer Politiker (ARP, später CDA).
Beumer war von 1966 bis 1975 Bürgermeister von Midwolda und von 1968 bis 1971 kommissarischer Bürgermeister von Scheemda. Von 1970 bis 1975 gehörte er dem Groninger Provinzrat an, danach bis 1979 der Zweiten Kammer der Generalstaaten. Er war dabei einer der sogenannten Loyalisten, die gegen eine Regierung seiner CDA mit der VVD unter Premier Dries van Agt war, aber diese Regierung duldete. Von 1979 bis 1994 gehörte Beumer dem Europäischen Parlament an.